# Brian Goodman

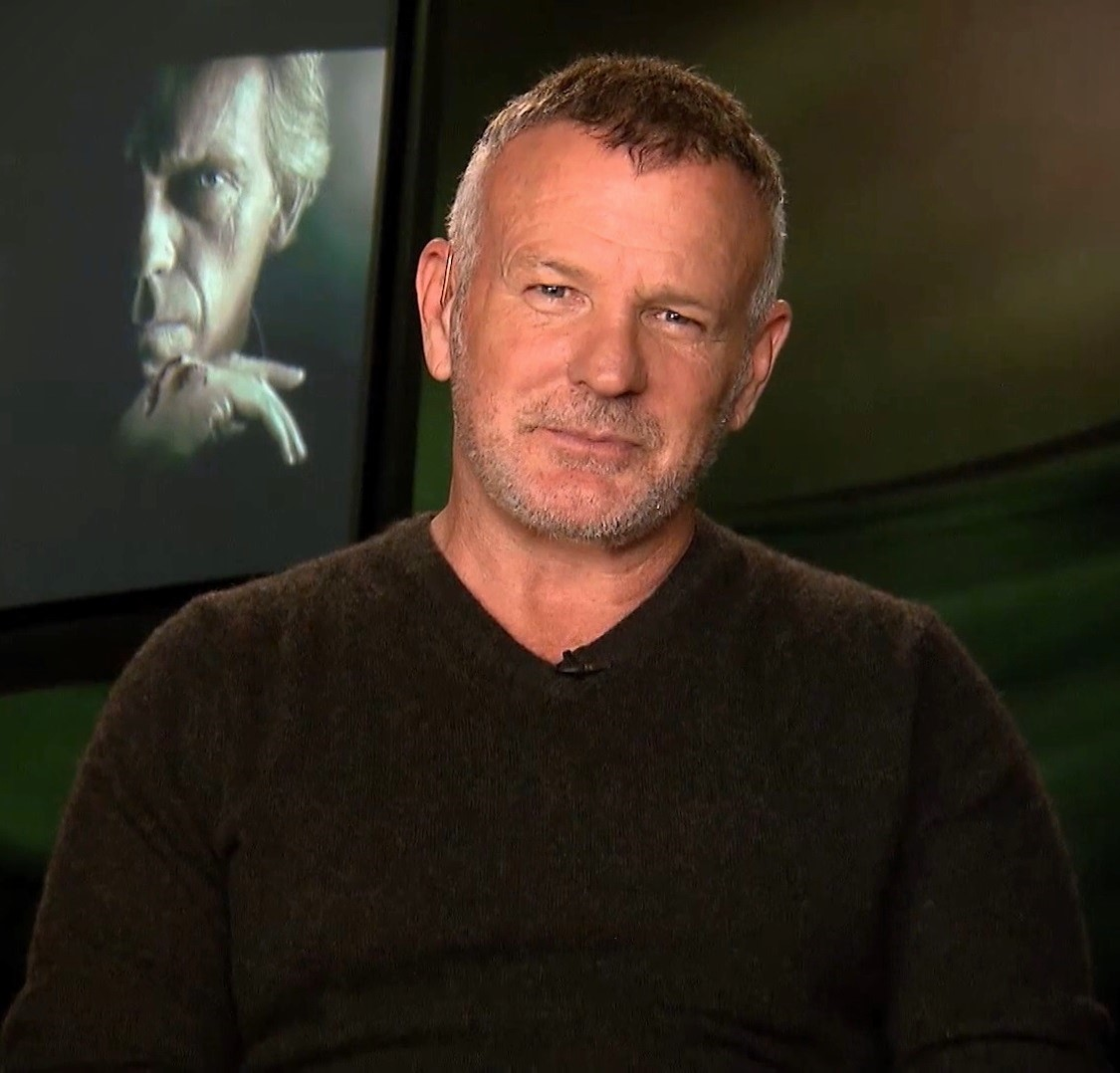
Brian Goodman, 2017

Brian Goodman (* 1. Juni 1963 in Boston, Massachusetts) ist ein US-amerikanischer Schauspieler, Filmregisseur und Drehbuchautor.

## Leben und Karriere
Brian Goodman stammt aus Boston. Er hat eine komplizierte Vergangenheit. Mit 12 Jahren verließ er die Schule und lebte fortan auf der Straße. Er begann mit Drogen zu dealen, um sich dieses Leben finanzieren zu können. Später wurde er alkoholabhängig und musste wegen seiner kriminellen Aktivitäten eine fast fünfjährige Haftstrafe verbüßen. Während seiner Zeit als Dealer wurde mehrfach auf ihn geschossen. Goodman heiratete früh und wurde Vater von zwei Söhnen. Im Gefängnis nahm er an Treffen der Anonymen Alkoholiker teil. Seit 1994 lebt er komplett abstinent, nachdem er nach seiner Entlassung noch einmal rückfällig wurde. Den Wunsch Schauspieler zu werden trug er in sich, seitdem er 1971 den Film Freunde bis in den Tod erstmals gesehen hatte. Nach seiner Zeit im Gefängnis nahm er, während er noch unter Bewährungsauflagen stand, für den Film Southie an seinem ersten Casting teil, für den er in einer kleinen Rolle besetzt wurde. 1998 fand er einen Schauspiellehrer, nachdem er nach Los Angeles zog.
Ein Jahr nach seinem Schauspieldebüt, stellte er im Thriller Jenseits der Träume einen Polizisten dar. 2001 war er als Beaupre in einer Nebenrolle im Filmdrama Die letzte Festung zu sehen. Auch im Film Blow wirkte er in einer kleinen Rolle mit. 2002 übernahm er im Film Catch Me If You Can die Rolle eines Motelbesitzers. Von 2003 bis 2005 spielte er in der Serie Line of Fire als Donovan Stubbin eine Nebenrolle. 2005 war er in einer kleinen Rolle im Actionthriller München zu sehen. 2006 trat Goodman in der Rolle des Bill Huard im Militär-Drama Annapolis – Kampf um Anerkennung auf und war zudem als Mr. Boswell im Actionfilm The Fast and the Furious: Tokyo Drift zu sehen. Neben seiner Filmauftritte, war Goodman seit dem Jahr 2002 unter anderem auch in den Serien Boomtown, 24, New York Cops – NYPD Blue, In Justice, CSI: Vegas, Daybreak, Lost, The Closer, Criminal Minds und Leverage zu sehen.
2008 veröffentlichte Goodman das Filmdrama What Doesn’t Kill You, an dem er als Drehbuchautor und Regisseur beteiligt war. Er selbst verkörperte darin in einer Nebenrolle die Figur Pat Kelly. Goodman baute die Handlung des Films, in dem Ethan Hawke und Mark Ruffalo in den Hauptrollen zu sehen sind, zumindest teilweise auf seiner Lebensgeschichte auf. Das Drehbuch begann er erstmals zu erarbeiten, nachdem er das Skript des Films Southie las. Anfangs schrieb er es in einen Notizblock, bevor seine Schwester die Texte später abtippte. Unterstützung erhielt er unter anderem von Donnie Wahlberg, der die Hauptrolle damals in Southie übernahm und ebenfalls in Goodmans Film einen kleinen Auftritt als Polizist hat. Der Film wurde schließlich innerhalb von 23 Tagen und Goodmans alter Heimat, in Boston, gedreht.
Von 2010 bis 2014 war Goodman in den ersten fünf Staffeln der Serie Rizzoli & Isles als Lt. Sean Cavanaugh zu sehen. In der dritten und vierten Staffel verkörperte er die Figur in einer Hauptrolle. Ebenfalls seit 2010 war Goodman unter anderem in den Serien Navy CIS: L.A., Justified, CSI: NY, In Plain Sight – In der Schusslinie, Drop Dead Diva, Lie to Me, Bones – Die Knochenjägerin, Hawaii Five-0, Castle, Sons of Anarchy, Fairly Legal, Revenge, The Mob Doctor und Dirty John in Gastrollen zu sehen. 2015 wurde mit dem Thriller Black Butterfly sein zweiter Spielfilm veröffentlicht, in dem er in einer Doppelrolle als Trucker und als Agent Rothwell zu sehen ist. Von 2015 bis 2016 war er als Joe Wilson in Aquarius zu sehen. Von 2016 bis 2017 trat er als Det. Kevin Hynes in der Serie Chance auf. Weitere Film- und Fernsehrollen folgten.
Mit dem Actionfilm Chase wurde Goodmans dritte Regiearbeit 2022 auf Netflix veröffentlicht.

## Filmografie (Auswahl)
als Darsteller
- 1998: Snitch
- 1998: Southie
- 1999: Jenseits der Träume (In Dreams)
- 2000: Just One Night
- 2000: The Black Rose
- 2001: Orphan
- 2001: Blow
- 2001: Scenes of the Crime
- 2001: Die letzte Festung (The Last Castle)
- 2002: Boomtown (Fernsehserie, Episode 1x07)
- 2002: Catch Me If You Can
- 2003: 24 (Fernsehserie, 2 Episoden)
- 2003–2005: Line of Fire (Fernsehserie, 13 Episoden)
- 2004: New York Cops – NYPD Blue (NYPD Blue, Fernsehserie, Episode 12x05)
- 2005: Jack & Bobby (Fernsehserie, Episode 1x21)
- 2005: München (Munich)
- 2006: Annapolis – Kampf um Anerkennung (Annapolis)
- 2006: In Justice (Fernsehserie, Episode 1x05)
- 2006: The Fast and the Furious: Tokyo Drift
- 2006: The Dog Problem
- 2006: CSI: Vegas (CSI: Crime Scene Investigation, Fernsehserie, Episode 7x09)
- 2006: Daybreak (Fernsehserie, Episode 1x05)
- 2007: Eyes (Fernsehserie, 2 Episoden)
- 2007: Lost (Fernsehserie, 3 Episoden)
- 2007: The Closer (Fernsehserie, Episode 3x09)
- 2008: What Doesn’t Kill You
- 2008: Criminal Minds (Fernsehserie, Episode 4x07)
- 2009: Mercy
- 2009: Leverage (Fernsehserie, Episode 2x02)
- 2010: Sympathy for Delicious
- 2010: Navy CIS: L.A. (NCIS: Los Angeles, Fernsehserie, Episode 1x15)
- 2010: Justified (Fernsehserie, Episode 1x04)
- 2010: CSI: NY (Fernsehserie, Episode 6x18)
- 2010: In Plain Sight – In der Schusslinie (In Plain Sight, Fernsehserie, Episode 3x06)
- 2010: Drop Dead Diva (Fernsehserie, Episode 2x10)
- 2010: Lie to Me (Fernsehserie, Episode 2x22)
- 2010: Bones – Die Knochenjägerin (Bones, Fernsehserie, Episode 6x09)
- 2010–2014: Rizzoli & Isles (Fernsehserie, 42 Episoden)
- 2011: Hawaii Five-0 (Fernsehserie, Episode 1x15)
- 2011: Castle (Fernsehserie, 2 Episoden)
- 2011: Sal
- 2011: Sons of Anarchy (Fernsehserie, Episode 4x04)
- 2011–2012: Revenge (Fernsehserie, 4 Episoden)
- 2012: Fairly Legal (Fernsehserie, Episode 2x06)
- 2012–2013: The Mob Doctor (Fernsehserie, 2 Episoden)
- 2015: Black Butterfly
- 2015–2016: Aquarius (Fernsehserie, 6 Episoden)
- 2016–2017: Chance (Fernsehserie, 13 Episoden)
- 2020: Clover
- 2020: I Know This Much Is True (Miniserie, Episode 1x01)
- 2020: Dirty John (Fernsehserie, Episode 2x06)
- 2023: Eine verhängnisvolle Affäre (Fatal Attraction, Fernsehserie)

als Regisseur und Drehbuchautor
- 2008: What Doesn’t Kill You
- 2015: Black Butterfly
- 2022: Chase (Last Seen Alive)